# Distretto di Atiwa
Il distretto di Atiwa (ufficialmente Atiwa District, in inglese) era un distretto della Regione Orientale del Ghana.
Creato nel 2004 scorporando la parte nordoccidentale del Distretto di Akim Est (divenuto poi distretto municipale nel 2008). Nel 2018 è stato soppresso, il territorio è stato suddiviso nei distretti di Atiwa Ovest (capoluogo: Kwabeng) e Atiwa Est (capoluogo: Anyinam). 